# Мукиш
Мукиш — древнее государство Сирии, существовавшее в XVIII — нач. XIV вв. до н. э. Столицей его был город Алалах.
Изначально Мукиш был вассальным царством, подчиняющимся Ямхаду. Правящая династия местных царей Мукиша также происходила из Йамхада (или даже была ветвью правящего там рода). В середине XVII века на территорию Мукиша вторглись хетты, которые и прервали связь государства с Ямхадом.
Существует версия, что позднее Мукиш назывался Нухашше, и был вассальным царством Египта. Фараон Тутмос III поставил местным правителем некоего Таку, но после смерти Тутмоса Нухашше распалось и правители Алалаха опять стали называть себя титулом «царь Мукиша».
Предполагается, что в начале XIV века до н. э. Мукиш был разгромлен хеттами и прекратил своё существование.

## Цари Мукиша

### Вассалы Ямхада
1. Ярим-Лим (1720—1700 годы до н. э.), сын царя Ямхада Хаммурапи I
2. Аммитакум[венг.]
3. Хаммураби

### Независимые правители
- Идри-ми, сын ямхадского царя Илим-илиммы I, современник митаннийского царя Параттарны
- Адад-нирари[венг.], сын и соправитель Идри-ми
- Никмепа II, сын и преемник Идри-ми, современник митаннийского царя Шауштатара
- Илим-илимма II, сын Никмепы II, современник Артатамы I, Тудхалии II, Хаттусили II и Тутмоса IV

### Вассалы Хатти
- Хеттское завоевание (ок. 1350)
- Итур-Адду[венг.], вассал хеттского царя Суппилулиумы I